# امفالوسل
امفالوسل (به انگلیسی: Omphalocele) که اگزومفالوس نیز نامیده می‌شود، نوعی نقص دیواره شکم است که در آن روده‌ها، کبد و گاهی دیگر اندام‌ها در خارج از شکم در یک کیسه باقی می‌مانند. به دلیل عدم کارایی روده‌ها و دیگر محتویات در حفره شکم در حین ششم هفته رشد داخل رحمی پیش از این زمان، روده‌ها در رحم به عنوان نتیجه طبیعی رشد سریع روده، به بند ناف بیرون می‌آیند، اما با رشد بدن، در حدود هفته نهم رشد به سمت عقب می‌روند. امفالوسل در هر ۴۰۰۰ تولد اتفاق می‌افتد و با میزان بالای مرگ و میر (۲۵٪) و ناهنجاری‌های شدید مانند ناهنجاری‌های قلبی (۵۰٪)، نقص لوله عصبی (۴۰٪)، خارج شدن مثانه و سندرم بکویت ویدمان همراه است. تقریباً ۱۵٪ نوزادان زنده امفالوسل دارای ناهنجاری‌های کروموزومی هستند. حدود ۳۰٪ از نوزادان مبتلا به امفالوسل دارای ناهنجاری‌های مادرزادی دیگری نیز هستند.

## علائم و نشانه‌ها
کیسه‌ای که از بیرون‌ریختگی صفاق تشکیل می‌شود، در خط میانی، از طریق ناف بیرون می‌زند. بیرون آمدن روده‌ها از شکم، به داخل بندناف تا حدود هفته دهم بارداری طبیعی است، پس از آن دوباره به داخل شکم جنین برمی گردند. امفالوسل می‌تواند خفیف باشد، فقط یک حلقه کوچک از روده در خارج وجود دارد شکم، یا شدید، حاوی بیشتر اندام‌های شکم. در موارد شدید، درمان جراحی دشوارتر می‌شود زیرا شکم نوزاد غیرطبیعی کوچک است، و نیازی به انبساط برای قرار دادن اندام‌های در حال رشد ندارد. بزرگ‌ترین مفصلی با خطر بالاتر نقص قلبی همراه است.

## علل
آمفالوسل در اثر سو حرکات روده هنگام بازگشت به شکم در طی رشد ایجاد می‌شود. اعتقاد بر این است که برخی از موارد امفالوسل به دلیل یک اختلال ژنتیکی زمینه ای مانند سندرم ادوارد (تریزومی 18) [یا سندرم پاتائو (تریزومی ۱۳) است. سندرم Beckwith Wiedemann نیز با آمفالوسل همراه است. [نیاز به منبع]

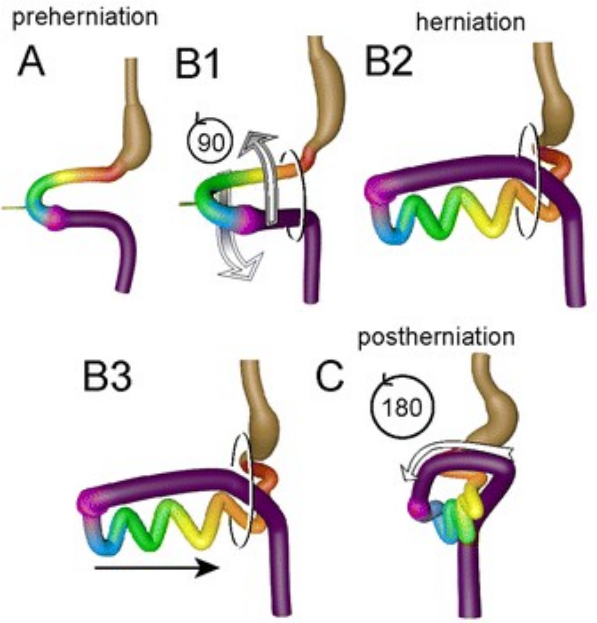
نمودار نشان دادن روند چرخش و فتق روده در طی رشد طبیعی. از پانل A به B (نماهای سمت چپ)، حلقه میانه روده ۹۰ درجه در جهت خلاف جهت عقربه‌های ساعت می‌چرخد، به‌طوری که موقعیت آن از وسط مغناطیسی (A) به عرضی (B1) تغییر می‌کند. روده کوچک در حین برطرف شدن فتق، حلقه‌هایی (B2) ایجاد کرده و به داخل شکم (B3) بلغزد. در همین حال، سکوم از سمت چپ به سمت راست حرکت می‌کند، که نشان دهنده چرخش اضافی ۱۸۰ درجه خلاف جهت عقب ساعت از روده است (C، نمای مرکزی).

### پاتوفیزیولوژی
اگزومفالوس به دلیل عدم ایجاد دیواره بدن شکمی در ایجاد و بسته شدن فتق نافی طبیعی است که در هنگام تا خوردگی جنینی اتفاق می‌افتد که فرایند جنین زایی است. روند طبیعی جنین زایی این است که در ۲ هفته بارداری، جنین انسان یک دیسک تخت است که از سه لایه تشکیل شده‌است، اکتودرم خارجی و اندودرم داخلی توسط یک لایه میانی به نام مزودرم از هم جدا می‌شوند. اکتودرم باعث ایجاد پوست و CNS، مزودرم باعث ایجاد عضله و آندودرم باعث ایجاد اندام می‌شود. نواحی متمرکز برای اگزومفالوس این است که اکتودرم حلقه ناف را تشکیل می‌دهد، مزودرم عضلات شکم و آندودرم روده را تشکیل می‌دهد. دیسک پس از سه لایه شدن، رشد کرده و تا می‌شود تا از دیسک به استوانه ای شکل تبدیل شود. لایه اکتودرم و مزودرم در محور پشتی به صورت شکمی رشد می‌کند تا در خط میانی ملاقات کند. به‌طور همزمان ، انتهای سفالیک (سر) و دمی (دم) این لایه‌های دیسک به صورت شکمی تا می‌شود تا چین‌های جانبی در مرکز را ببینید. جلسه هر دو محور در مرکز، حلقه ناف را تشکیل می‌دهد. در همین حال، آندودرم به مرکز این استوانه مهاجرت می‌کند. [نیاز به منبع]
در هفته چهارم بارداری حلقه ناف تشکیل می‌شود. در طول هفته ۶، روده میانی به سرعت از آندودرم رشد می‌کند که باعث فتق روده از طریق حلقه ناف می‌شود. روده با ورود مجدد به حفره شکم می‌چرخد که اجازه می‌دهد روده کوچک و روده بزرگ تا پایان هفته ۱۰ رشد به موقعیت آناتومیکی صحیح خود منتقل شوند. این فرایند در موارد اگزومفال به‌طور معمول اتفاق نمی‌افتد، در نتیجه محتوای شکم از حلقه ناف بیرون می‌زند
محتوای روده به دلیل نقص در میوژنز (تشکیل عضله و مهاجرت در طی جنین زایی) به شکم بازنمی‌گردد. در طی جنین زایی، مزودرمی که عضله را تشکیل می‌دهد به چندین سامیت تقسیم می‌شود که به صورت خلفی-شکمی به سمت خط وسط مهاجرت می‌کنند. سومیت‌ها سه قسمت اسکلروتوم را تشکیل می‌دهند که استخوان را تشکیل می‌دهد، درماتوم پوست پشت و میوتوم عضله را تشکیل می‌دهد. سامیت‌هایی که نزدیک لوله عصبی در پشت بدن باقی می‌مانند دارای میوتوم اپاکسیال هستند، در حالی که سامیت‌هایی که به خط میانه مهاجرت می‌کنند دارای میوتوم هیپاکسیال هستند. میوتوم هیپاکسیال عضلات شکم را تشکیل می‌دهد. سلولهای میوتوم باعث به‌وجود آمدن میوبلاستها (سلولهای پیش ساز جنینی) می‌شوند که به ترتیب تراز می‌شوند و میوتوبول‌ها و سپس فیبرهای عضلانی را تشکیل می‌دهند. در نتیجه، میوتوم به سه صفحه عضلانی تبدیل می‌شود که لایه‌های عضلات دیواره شکم را تشکیل می‌دهد. عضله مورد توجه اگزومفالوس، rectus abdominis است. در این بیماری عضله مورد تمایز طبیعی قرار می‌گیرد اما قادر به گسترش شکمی-داخلی و حلقوی بند ناف نیست که باعث می‌شود فتق ناف طبیعی که در ۶ هفته بارداری اتفاق می‌افتد خارج از بدن باشد
محل نقص تاشو در رویان، موقعیت نهایی اگزومفال را تعیین می‌کند. یک نقص تاشو سفالیک منجر به یک اگزومفال اپی گاستریک می‌شود که به سمت بالا و روی شکم قرار گرفته‌است که در پنتالوژی نقص کروموزومی Cantrell دیده می‌شود. نقص چین خوردگی جانبی منجر به یک اگزومفال معمولی می‌شود که در وسط شکم قرار دارد. نقص تاشو دمی منجر به اگزومفال هیپوگاستریک می‌شود که در پایین شکم قرار دارد

### ژنتیک
ژن‌هایی که باعث اگزومفال می‌شوند بحث‌برانگیز هستند و قابل تحقیق هستند. اگزومفال تا حد زیادی با نقایص کروموزومی مرتبط است و بنابراین اینها برای مشخص کردن علت ژنتیکی بیماری مورد بررسی قرار می‌گیرند. مطالعات انجام شده روی موش‌ها نشان داده‌است که جهش در گیرنده‌های فاکتور رشد فیبروبلاست ۱ و 2 (Fgfr1، Fgfr2) باعث اگزومفال می‌شود. فاکتور رشد فیبروبلاست (FBGF) مهاجرت میوتوبول‌ها در حین میوژنز را تشویق می‌کند. هنگامی که FBGF تمام می‌شود، میوبلاست‌ها مهاجرت خود را متوقف می‌کنند، تقسیم را متوقف می‌کنند و به میوتوبول‌هایی که فیبرهای عضلانی را تشکیل می‌دهند متمایز می‌شوند. جهش در ژنهای هوموباکس مانند Alx4 که تشکیل ساختارهای بدن را در طی رشد اولیه جنینی هدایت می‌کند باعث اگزومفال در موش‌ها می‌شود. جهش‌های موجود در انسولین مانند ژن فاکتور رشد 2 (IGF2) و ژن گیرنده مرتبط با آن IGF2R باعث ایجاد سطح بالایی از پروتئین IGF-2 در انسان می‌شود که منجر به اگزففالوس در بیماری همراه سندرم بکویت ویدمان (BWS) می‌شود. IFG2R مسئول تخریب پروتئین بیش از حد IGF-2 است. بیماری BWS در اثر جهش در کروموزوم ۱۱ در محلی که ژن IGF2 در آن قرار دارد ایجاد می‌شود. رعایت الگوی وراثت ناهنجاری‌های مرتبط از طریق شجره نامه نشان می‌دهد که اگزومفال می‌تواند نتیجه وراثت اتوزومال غالب، اتوزومال مغلوب و X باشد

### فاکتورهای محیطی
به خوبی مشخص نیست که اقدامات مادر می‌تواند زمینه‌ساز بیماری شود یا باعث بیماری شود. مصرف الکل در سه‌ماهه اول، سیگار کشیدن زیاد، استفاده از داروهای خاص مانند مهارکننده‌های انتخابی بازجذب سروتونین و متی مازول (داروی ضد تیروئید) در دوران بارداری، بیماری تب مادر، IVF، خویشاوندی والدین و چاقی خطر زایمان زن را افزایش می‌دهد به نوزادی که دارای اگزومفالوس است. روش‌های پیشگیرانه ای که می‌تواند توسط مادران استفاده شود شامل بلع یک مولتی ویتامین قبل از تصور و مکمل اسید فولیک است. در صورت تأیید اگزومفال بزرگ همراه با ناهنجاری‌های مادرزادی در حین تشخیص قبل از تولد، ممکن است خاتمه بارداری در نظر گرفته شود.

## تشخیص

### شرایط مرتبط
گاستروشیزیس یک نقص مادرزادی مشابه است اما در گاستروشیزی بند ناف درگیر نیست و برجستگی روده معمولاً در سمت راست خط وسط قرار دارد. قسمتهایی از اندامها ممکن است در مایع آمنیوتیک آزاد بوده و در کیسه غشایی (صفاقی) محصور نباشد. گاستروشیمی کمتر از امفالوسل با نقایص دیگر همراه است. [نیاز به منبع]
آمفالوسل‌ها با افزایش سن مادر بیشتر اتفاق می‌افتند. سندرم‌های دیگر مرتبط با این موارد Shprintzen Goldberg، روان‌شناسی کانترل، بکوئیت-ویدمان و OEIS است (آمفالوسل، خارج شدن کلوکا، مقعد ناقص، نقص ستون فقرات). [نیاز به منبع] پس از جراحی، کودک مبتلا به امفالوسل تا حدی دچار سو حرکات روده خواهد شد. به دلیل سو حرکات روده ای، ۴/۴ درصد از کودکان مبتلا به امفالوسل در روزها، ماه‌ها یا سالها پس از جراحی دچار وولوس روده می‌شوند. در صورت بروز علائم و نشانه‌های انسداد روده در هر مرحله از کودکی، والدین کودکان مبتلا به امفالوسل باید به دنبال مراقبت پزشکی باشند تا از احتمال نکروز روده یا مرگ جلوگیری کنند.
برخی از متخصصان اگزومفالوس و اومفالوسل را به عنوان ۲ مورد مرتبط با یکدیگر تفکیک می‌کنند، یکی بدتر از دیگری. از این لحاظ، اگزومفالوس شامل یک پوشش قوی تر از فتق (با فاسیاس و پوست) است، در حالی که امفالوسل شامل یک پوشش ضعیف تر از یک غشای نازک است. دیگران اصطلاحات مترادف را برای هر درجه از فتق و پوشش در نظر می‌گیرند.

### غربالگری
امفالوسل اغلب از طریق غربالگری AFP یا سونوگرافی دقیق جنین تشخیص داده می‌شود. مشاوره ژنتیک و آزمایش ژنتیکی مانند آمنیوسنتز معمولاً در دوران بارداری ارائه می‌شود. [نیاز به منبع]

### مدیریت
هیچ درمانی وجود ندارد که قبل از تولد لازم باشد مگر اینکه پارگی اگزومفال در مادر وجود داشته باشد. یک اگزومفال سالم می‌تواند با خیال راحت از طریق واژن انجام شود و در صورت نیاز به دلایل زایمان، بخش‌های C نیز قابل قبول هستند. به نظر می‌رسد هیچ مزیتی برای زایمان با بخش C وجود ندارد مگر اینکه برای یک اگزومفال غول پیکر باشد که بیشتر قسمتهای کبدی را در خود داشته باشد. در این حالت ممکن است زایمان واژینال منجر به دیستوکیا (عدم توانایی خروج کودک از لگن هنگام تولد) و آسیب کبدی شود. بلافاصله پس از تولد برای از بین بردن فشار روده‌ها به لوله بینی و معده نیاز است و برای حمایت از تنفس به لوله تراشه داخلی احتیاج دارد. کیسه اگزومفالوس گرم است و با یک گاز نمکی مرطوب و یک کیسه پلاستیکی روده ای شفاف پوشانده می‌شود تا از هدر رفتن مایعات جلوگیری کند. نوزاد همچنین به تزریق داخل وریدی مایعات، ویتامین K و آنتی‌بیوتیک نیاز دارد. پس از استفاده از استراتژی‌های مدیریت، نوزادی با کیسه سالم از نظر پزشکی پایدار است و نیازی به جراحی فوری ندارد. این زمان برای ارزیابی نوزاد متولد می‌شود تا ناهنجاری‌های مرتبط را قبل از بستن نقص در عمل جبران کند. مطالعات نشان می‌دهد که تفاوت معنی داری در بقا بین بسته شدن فوری یا تأخیری وجود ندارد
جراحی را می‌توان به‌طور مستقیم برای مفصل‌های کوچک مفصلی انجام داد، که به اقامت کوتاه مدت در بخش مهد کودک نیاز دارد یا به صورت مرحله ای برای مفاصل بزرگ است که به چند هفته بستری نیاز دارد. بسته شدن مرحله ای نیاز به قرار دادن یک کیسه نگهدارنده مصنوعی موقت (یک سیلو) بر روی اندام‌های شکم دارد و به دیواره شکم بخیه زده می‌شود. این را می‌توان از پانسمان غیر چسبی تهیه کرد. اندازه سیلو حداقل یک بار در روز به تدریج کاهش می‌یابد تا زمانی که کلیه احشا به حفره شکم برگردانده شود. این کار برای چندین روز تا یک هفته تکرار می‌شود تا زمانی که جراحی فاسیا / پوست انجام شود. بسته شدن ممکن است به تکه ای نیاز داشته باشد که می‌تواند سفت و سخت یا غیرسخت باشد و از مواد زیستی طبیعی مانند پریکارد گاو یا مواد مصنوعی ساخته شده باشد. سپس پوست از روی وصله بسته می‌شود و پس از جراحی توسط عروق خونی کبد بدن دوباره عروق می‌شود. جراحی مرحله ای مورد نیاز است، زیرا کاهش سریع اگزومفال باعث بازگشت فشار وریدی و تهویه می‌شود، زیرا فشار داخل شکمی را افزایش می‌دهد. در برخی موارد، ممکن است به کشش دیواره شکم برای قرار دادن محتوای روده نیاز باشد
در درمان غیر جراحی از پمادهای ساکاروتیک استفاده می‌شود. این مورد برای نوزادانی که از نظر بزرگ مفصلی بزرگ هستند و قبل از موعد با نارسایی تنفسی و نقص کروموزومی همراه به دنیا آمده‌اند، استفاده می‌شود، زیرا آنها تحمل جراحی را ندارند. پماد باعث دانه بندی و اپیتلیالیزاسیون کیسه می‌شود، که باعث می‌شود یک فتق بزرگ شکمی باقیمانده باقی بماند، که بعداً با ثبات کودک می‌تواند با جراحی ترمیم شود. پس از جراحی، برای مفاصل بزرگتر، تهویه مکانیکی و تغذیه تزریقی برای مدیریت کودک مورد نیاز است

## عوارض
عوارض ممکن است قبل از تولد، هنگام تولد، مدیریت، درمان یا بعد از جراحی ایجاد شود. هم قبل از تولد و هم هنگام تولد، اگزومفال می‌تواند پاره شود. در هنگام تولد ممکن است ضربه ای به کبد برای مفاصل بزرگ وجود داشته باشد. در حین مدیریت امفالوسل می‌تواند به عنوان تخلیه متابولیکی تأثیر بگذارد و بر تعادل نیتروژن تأثیر بگذارد که می‌تواند منجر به عدم رشد و همچنین هیپوترمی شود. استفاده از پچ غیر جاذب در حین جراحی می‌تواند منجر به سپسیس زخم بعد از جراحی شود. فتق از پچ نیز یک احتمال است. اختلال عملکرد روده برای چند هفته پس از جراحی شایع است، بنابراین تغذیه تزریقی پس از جراحی ادامه دارد، اما استفاده طولانی مدت از آن ممکن است منجر به هپاتومگالی و کلستاز شود. اگر اختلال عملکرد روده ادامه یابد می‌تواند منجر به نکروز روده شود.
اختلال عملکرد دستگاه گوارش برای چند هفته پس از جراحی شایع است، بنابراین تغذیه تزریقی پس از جراحی ادامه دارد، اما استفاده طولانی مدت از آن ممکن است منجر به هپاتومگالی و کلستاز شود. اگر اختلال عملکرد روده ادامه یابد می‌تواند منجر به نکروز روده شود. آترزی روده می‌تواند اتفاق بیفتد، جایی که مخاط و زیر مخاط روده شبکه ای تشکیل می‌دهد که لومن را مسدود می‌کند و منجر به سو جذب می‌شود. انسداد روده می‌تواند منجر به سندرم روده کوتاه شود. در طی چند سال اول زندگی، شیوع رفلاکس معده و مری وجود دارد که می‌تواند با مری از بین برود.
ناف بعد از جراحی ناف کمبود یا ناهنجاری قرار گرفته‌است که باعث ایجاد متنفر شدن در بین بسیاری از بیماران می‌شود. بازسازی ناف ممکن است به دلیل وجود بافت اسکار و کمبود پوست اضافی برای استفاده جراحی دشوار باشد، اگرچه با استفاده از انبساط‌های بافتی در زیر پوست و بند ناف می‌توان بر این مشکل غلبه کرد. ↵↵در نهایت، پیش آگهی به اندازه نقص و وجود ناهنجاری‌های همراه یا ایجاد عوارض بستگی دارد. مرگ و میرها و مرگ و میرها هنوز هم اتفاق می‌افتد، با میزان مرگ و میر در ناحیه بزرگ مفاصل با ناهنجاری‌های همراه بالاتر. بیشتر نوزادان امفالوسل که زنده مانده‌اند هیچ مشکلی درازمدت ندارند و در افراد طبیعی رشد می‌کنند.

### روز آگاهی

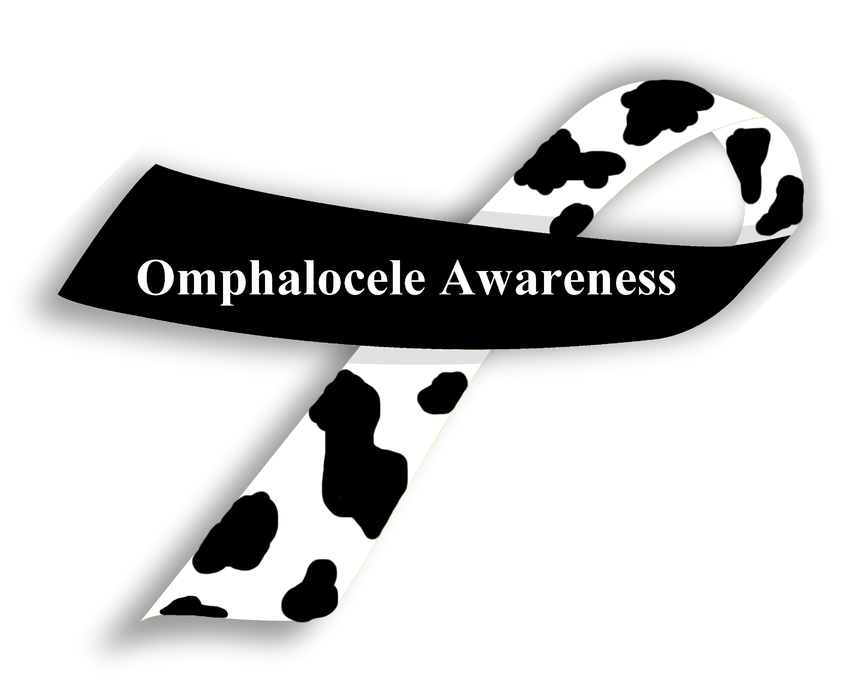
Omphalocele awareness ribbon

روز جهانی آگاهی از اومفالوسل هر ساله در ایالات متحده در ۳۱ ژانویه برگزار می‌شود، به عنوان بخشی از ماه آگاهی از نقص مادرزادی. چندین ایالت آمریکا قطعنامه‌هایی را برای رسمیت شناختن تاریخ تصویب کرده‌اند.